# Gabriel o Pensador: As Melhores
Gabriel o Pensador: As Melhores é o primeiro álbum de compilação do rapper brasileiro Gabriel o Pensador, lançado em 1999.

## Faixas
1. Lavagem Cerebral
2. Retrato de Um Playboy
3. Dança do Desempregado
4. FDP³
5. Cachimbo da Paz
6. 175 Nada Especial
7. Como Um Vício
8. Brazuca
9. Estudo Errado
10. Prá Onde Vai?
11. Mentiras Do Brasil
12. Lôraburra
13. Tô Feliz (Matei o Presidente)
14. 2345meia78